# Загоренка (река)
Загоренка (Керебежка) — река в России, протекает по Лужскому району Ленинградской области. Длина реки составляет 14 км.
Исток — восточнее посёлка Волошово, между реками Папоротная и Тростянка. Течёт на запад, мимо деревни Усадище и посёлка Волошово.
На трёхверстовой военно-топографическая карте 1888 года название Керебежка имел участок реки, текущей на запад от деревни Бередниково, и впадавший в реку Вёрдуга по левому берегу в 30 км от устья. После проведения мелиоративных работ участок реки Керебежка был ликвидирован, сток реки Загоренка осуществляется в южном направлении по каналу в реку Лубеть.

## Данные водного реестра
По данным государственного водного реестра России относится к Балтийскому бассейновому округу, водохозяйственный участок реки — Нарва. Относится к речному бассейну реки Нарва (российская часть бассейна).
Код объекта в государственном водном реестре — 01030000412102000026963.